# انجمن ملی دانشکده‌های هنر و طراحی
انجمن ملی دانشکده‌های هنر و طراحی (به انگلیسی: National Association of Schools of Art and Design) (به اختصار: NASAD) که در سال ۱۹۴۴ میلادی تأسیس شد، یک سازمان اعتباربخشی به دانشکده‌ها، مدارس و دانشگاه‌ها در ایالات متحدهٔ آمریکا است. این سازمان استانداردهایی را برای مقاطع تحصیلات تکمیلی و کارشناسی ایجاد می‌کند. مؤسسات عضو، فرایندهای بازبینی دوره‌ای را تکمیل می‌کنند تا معتبر شناخته شده و همچنان باقی بمانند. اعتبار NASAD را نباید با اعتباربخشی منطقه‌ای اشتباه گرفت.

## استانداردهای اعتبارسنجی
انجمن ملی دانشکده‌های هنر و طراحی، معیارهای سختگیرانه‌ای برای اعتباربخشی مدارس دارد. برای مثال، NASAD ایجاب می‌کند که مدارس به وضوح نرخ شهریه و توضیحات دورهٔ خود را منتشر کنند. علاوه بر این، اعضای هیئت مدیره، برنامه‌های درسی مدارس هنری را ارزیابی می‌کنند و استانداردهای جدید را برای پیشبرد آموزش هنر ترویج می‌کنند.